# FK Motorlet Praha
FK Motorlet Praha je český fotbalový klub hrající v ročníku 2023/24 skupinu A České fotbalové ligy, tedy 3. nejvyšší soutěž v České republice. Byl založený v roce 1912 jako SK Butovice. Motorlet si zakládá na své mládeži s dlouholetou tradicí hrající standardně nejvyšší soutěže.

## Historie klubu
Fotbalový oddíl byl založen v roce 1912. Do prvních organizovaných soutěží vstoupil v roce 1921 a byl zařazen do III. třídy. Z počátku tedy patřil pouze k menším pražským klubům působícím pouze v nižších pražských soutěží. V roce 1924 se začalo budovat nové hřiště, na kterém klub působí doteď. V roce 1930 došlo k přejmenování klubu na SK Praha XVII. V roce 1937 klub slavil první postup do I. třídy. Po roce 1948 došlo ke sloučení klubů SK Walter (ZSJ Šverma Jinonice), SK Praha XVII (Sokol Jinonice) a Viktorie Jinonice, čímž vznikl DSO Sokol Šverma Jinonice, později známý pod jménem Spartak Motorlet. Díky tomuto sloučení získal klub výborné finanční zajištění a dostatek kvalitních hráčů, což se projevilo v roce 1955 postupem do II. ligy. Největším úspěchem oddílu však byla účast v 1. československá fotbalová liga 1963/1964. Tento úspěch už však mužstvo nikdy nezopakovalo a naopak hned po sestupu z I. ligy sestoupilo i z II. ligy. V létě 1974 bylo škvárové hřiště zatravněno
Od této doby působí klub převážně na úrovni Divize, mimo let 1981-1987, 1991/1992 a 2009/2010, kdy působil ve třetí nejvyšší soutěži. Znovu do ČFL postoupil v roce 2019.

## Historické názvy
- 1912 – SK Butovice (Sportovní kroužek Butovice, oddíl kopané)
- 1913 – SK Butovice (Sportovní klub Butovice)
- 1930 – SK Praha XVII. (Sportovní klub Praha XVII.)
- 1948 – DSO Sokol Jinonice (Dobrovolná sportovní organizace Sokol Jinonice) - sloučení s SK Viktoria Jinonice
- 1948 – DSO Sokol Šverma Jinonice (Dobrovolná sportovní organizace Sokol Šverma Jinonice) - sloučení s ZSJ Šverma Jinonice (bývalý SK Walter)
- 1953 – DSO Spartak Motorlet Praha (Dobrovolná sportovní organizace Spartak Motorlet Praha)
- 1969 – TJ Motorlet Praha (Tělovýchovná jednota Motorlet Praha)
- 1990 – SSK Motorlet Praha
- 1994 – FC Patenidis Motorlet Praha (Football Club Patenidis Motorlet Praha)
- 2000 – SK Motorlet Praha (Sportovní klub Motorlet Praha)
- 2011 – FK Motorlet Praha (Fotbalový klub Motorlet Praha)

## Známí odchovanci
Mezi známá jména, která vychoval zdejší klub, patří František Mošnička, Emil Mošnička, Zdeněk Zikán a Martin Poustka. V současnosti jsou to například Dominik Plechatý, Jan Fortelný či Matyáš Kozák.

## Umístění v jednotlivých sezonách
| Česko (2005 – současnost) |          |           |
| Sezóna                    | Liga     | Pozice    |
| 2004/2005                 | Divize A | 10. místo |
| 2005/2006                 | Divize A | 4. místo  |
| 2006/2007                 | Divize B | 6. místo  |
| 2007/2008                 | Divize A | 12. místo |
| 2008/2009                 | Divize A | 2. místo  |
| 2009/2010                 | ČFL      | 18. místo |
| 2010/2011                 | Divize A | 5. místo  |
| 2011/2012                 | Divize B | 3. místo  |
| 2012/2013                 | Divize B | 3. místo  |
| 2013/2014                 | Divize B | 3. místo  |
| 2014/2015                 | Divize B | 7. místo  |
| 2015/2016                 | Divize A | 2. místo  |
| 2016/2017                 | Divize A | 2. místo  |
| 2017/2018                 | Divize B | 3. místo  |
| 2018/2019                 | Divize B | 4. místo  |
| 2019/2020                 | ČFL      | 7. místo  |
| 2020/2021                 | ČFL      | 6. místo  |
| 2021/2022                 | ČFL      | 6. místo  |

## Soupiska
| #  | Pozice | Hráč                      |
| -- | ------ | ------------------------- |
| 2  | O      | David Svoboda             |
| 2  | O      | Ondřej Lukášek            |
| 3  | O      | Martin Filip              |
| 3  | O      | Andrej Kučerka            |
| 5  | Z      | Tomáš Rossmann            |
| 6  | O      | Filip Simaichl            |
| 6  | Z      | Dominik Nátr              |
| 7  | Z      | Michal Rataj              |
| 8  | Z      | Adam Alexandr             |
| 9  | Ú      | Daniel Žížala             |
| 9  | Ú      | Olajide Daniel Ademuwagun |
| 10 | Z      | Jakub Moravec             |

| #  | Pozice | Hráč            |
| -- | ------ | --------------- |
| 11 | Z      | Jan Šulc        |
| 14 | Ú      | Jan Lacko       |
| 16 | Z      | Bernardo        |
| 17 | O      | Marek Kodr      |
| 18 | Z      | Lukáš Hroník    |
| 19 | Ú      | Alexandr Sehedi |
| 20 | O      | Jan Walter      |
| 22 | B      | Jakub Štefan    |
|    | B      | Viktor Pančev   |
|    | O      | Jáchym Budín    |
|    | O      | Jan Kaufman     |
|    | Ú      | Adam Vrba       |